# Усахелоури
Усахелоури (груз. უსახელოური), также называемый Окурешули (ოყურეშული) — технический (винный) сорт винограда, используемый для производства одноимённого полусладкого красного вина в Грузии.

## История
Надёжных письменных источников о происхождении сорта не найдено, но исключительное районирование в микрозонах вокруг Цагери и название, связанное с одним из местных сёл, позволяют предположить местное происхождение сорта. Имя сорту дало село Усахело (უსახელო, буквальный перевод с грузинского — Безымянное), расположенное на правом берегу реки Ладжанура. Сорт выращивали в Усахело и в селе Окуреши, откуда по-видимому происходит второе название этого же сорта — Окурешули. По состоянию на 2023 год сорт выращивался в микрозоне сёл Окуреши и Зуби.
В советский период по приказу Л. П. Берии часть винной продукции сорта резервировалось для употребления высшим партийным руководством СССР и вино Усахелоури редко появлялось в розничной продаже. Название сорта может быть переведено с грузинского как «Безымянный» или «Не имеющий имени», что позволяет в маркетинговых целях трактовать название как «бесценный сорт, для описания которого не хватает слов».

## География
Сорт является автохтоном для Грузии. Культивируется в микрозоне вблизи сел Зуби и Окуреши Цагерского муниципалитета края Рача-Лечхуми и Нижняя Сванетия.

## Основные характеристики
Кусты среднерослые.

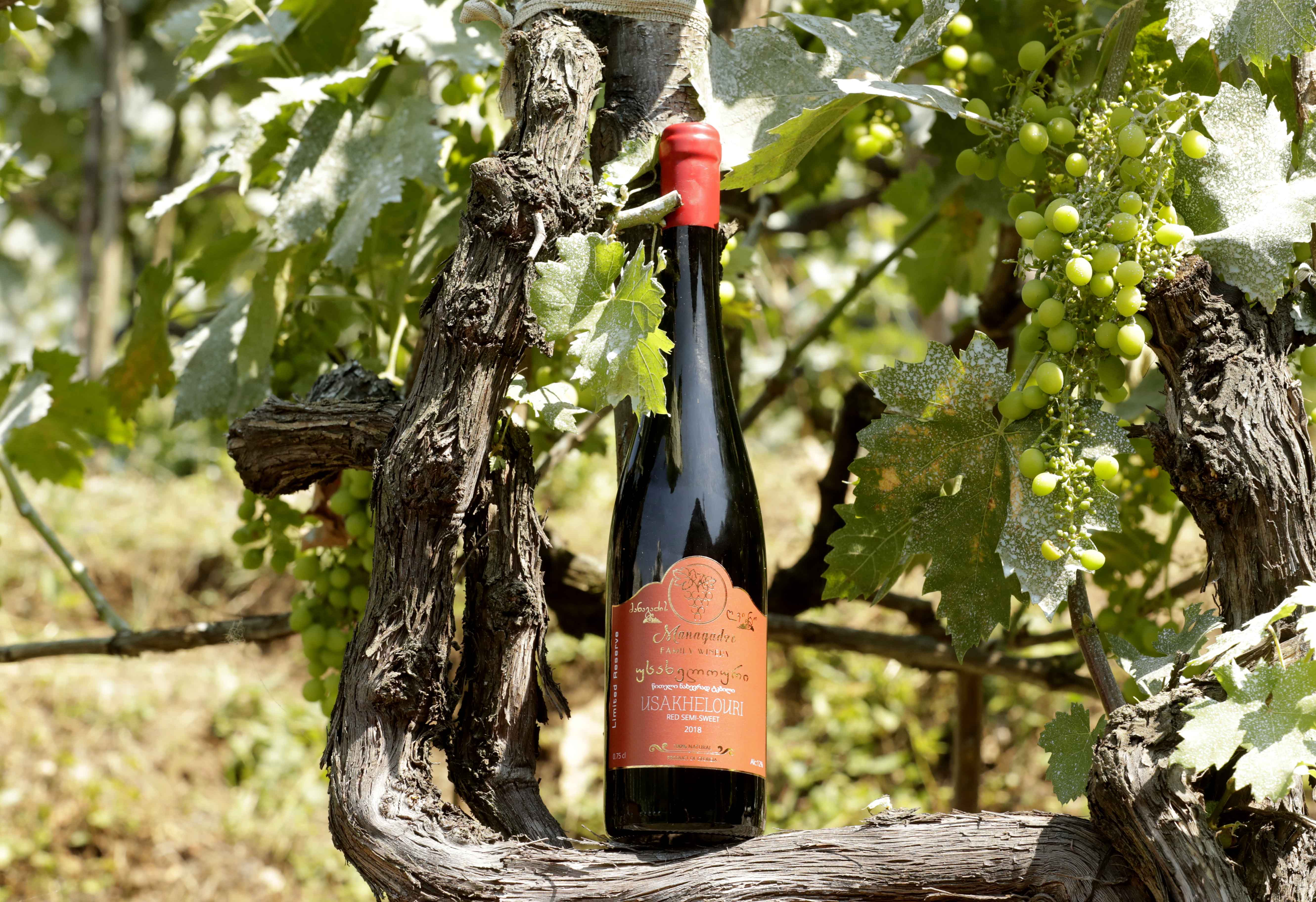
Бутылка вина Усахелоури

Листья средние, круглые, трехлопастные, иногда пятилопастные, с едва заметным паутинистым опушением. Черешковая выемка открытая, сводчатая с округлым или заострённым дном.
Цветок обоеполый.
Грозди средние, цилиндроконические или цилиндрические, средней плотности.
Ягоды средние, круглые, тёмно-синие, покрытые обильным восковым налётом. Кожица тонкая. Мякоть сочная.
Сорт позднего периода созревания. Период от начала распускания почек до полной зрелости ягод в среднем 162 дней при сумме активных температур 3350°С.
Вызревание побегов хорошее. Урожайность 60-70 ц/га.
Сорт повреждается грибными болезнями, особенно милдью.

## Применение
Используется для производства полусладкого красного вина Усахелоури, как по европейской технологии так и с применением традиционных грузинских квеври. В урожайный год производится около 1000 бутылок. Рейтинг вина Усахелоури составлял 4.6 из 5.0, что являлось в 2023 году наивысшим баллом для грузинских вин согласно рейтингу сайта Vivino.com.